# Personality Identification Playing Cards

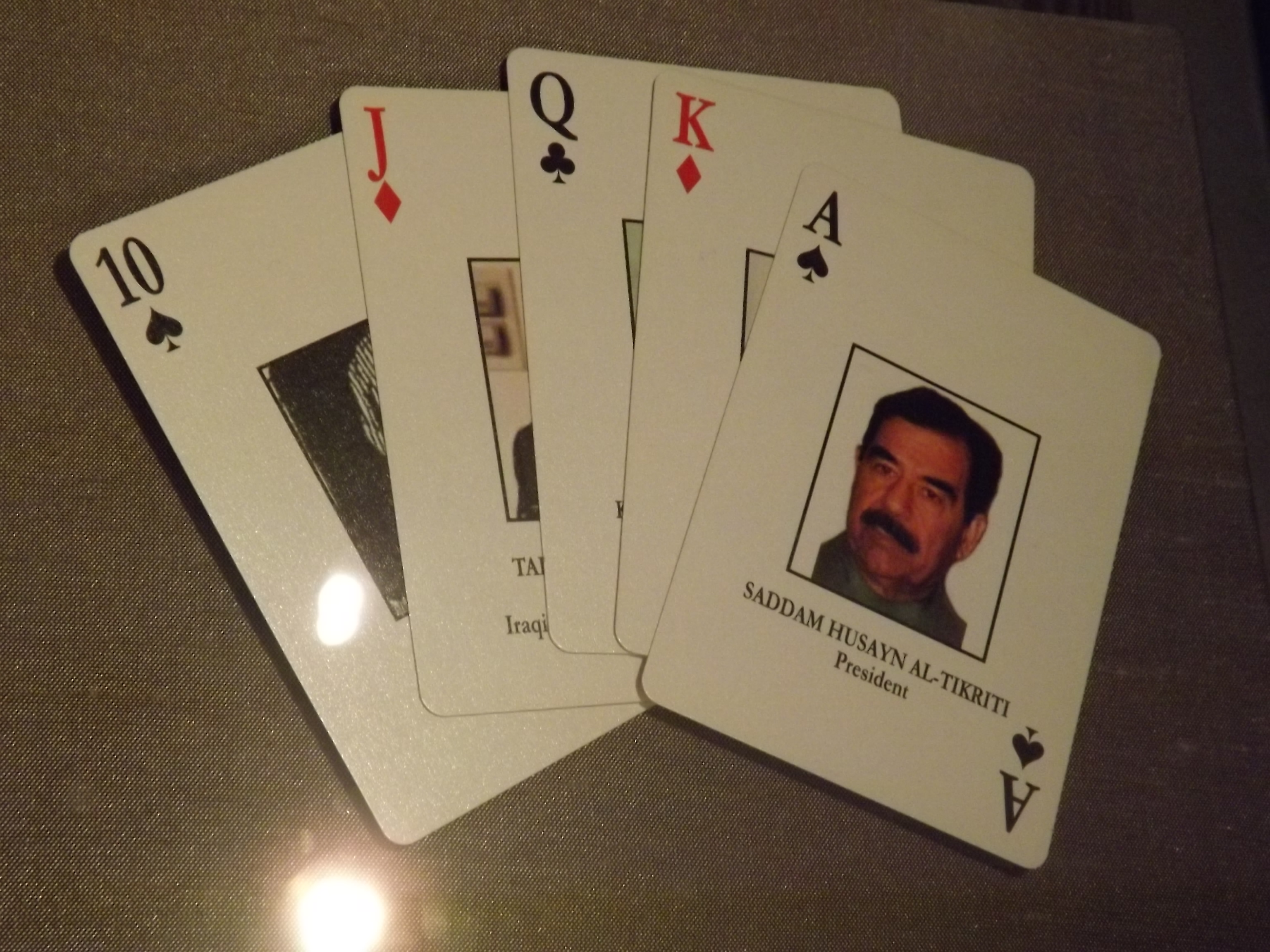
Карти, виставлені у Святині пам'яті в Мельбурні

Під час вторгнення до Іраку коаліції на чолі зі Сполученими Штатами у 2003 році, Розвідувальне управління Міністерства оборони США розробило набір гральних карт, щоб допомогти військам ідентифікувати найбільш розшукуваних членів уряду президента Саддама Хусейна.
На картах переважно були представлені високопоставлені члени іракського регіонального відділення Арабської соціалістичної партії і Ради революційного командування; також серед них були деякі члени родини Хусейна. Карти отримали офіційну назву «гральні карти для ідентифікації особистості» (англ. personality identification playing cards).
Станом на 6 січня 2025 року 48 з цих 52 найбільш розшукуваних осіб або загинули, або були захоплені (з останніх одинадцять вже звільнено).
У колоді також було два джокери, на одному з яких наведено арабські племінні титули, на іншому — іракські військові звання.

## Опис
Список «Найбільш розшукуваних» став результатом співпраці кількох розвідувальних служб, до якої входили Розвідувальне управління Міністерства оборони Сполучених Штатів Америки, Центральне командування ЗС США та представники всіх підрозділів розвідки збройних сил США.
Солдати та морські піхотинці часто грають у карти, щоб скоротати час, і те, що під час цього вони часто бачитимуть під час гри обличчя, імена та посади розшукуваних іракців, що може допомогти упізнати цих осіб у разі зустрічі.
На кожній карті зазначено обличчя тієї чи іншої розшукуваної особи, ім'я та посаду, яку вона займала. На картах найвищого рангу, таких як тузів і королі, були зазначені особи, які очолювали список найбільш розшукуваних. На тузі пік був зображений сам Саддам Хусейн, на тузах треф і чирв — його сини Кусей та Удей відповідно, а на тузі бубнів — президентський секретар Саддама Абід Хамід Махмуд аль-Тікріті.
На решту колоди ця сувора відповідність порядку списку найбільш розшукуваних не поширювалася, але пізніше, у 2003 році, сам список був перенумерований і майже відповідав порядку на колоді. На зворотах карт зображено камуфляж, що нагадує американську пустельну форму.

## Список карт
| Масть  | Карта    | Особа, її посада | Остаточний номер у списку розшукуваних | Початковий номер у списку розшукуваних | Доля |
| ------ | -------- | --- | -------------------------------------- | -------------------------------------- | --- |
| Піки   | Туз ♠    | Саддам Хусейн Президент Іраку | 1                                      | 1                                      | Арештований 13 грудня 2003 Страчений 30 грудня 2006                                                                                |
| Піки   | Король ♠ | Алі Хассан аль-Маджид, також відомий як «Хімічний Алі» (англ. Chemical Ali) Радник президента, член Ради революційного командування                                   | 5                                      | 5                                      | Арештований 21 серпня 2003 Страчений 25 січня 2010                                                                                 |
| Піки   | Дама ♠   | Мухаммед Хамза аз-Зубейді Член Ради революційного командування у відставці                                                                                            | 9                                      | 18                                     | Арештований 21 квітня 2003 Помер у в'язниці від серцевого нападу 2 грудня 2005                                                     |
| Піки   | Валет ♠  | Ібрагім Ахмад Абд ас-Саттар Мухаммад Начальник штабу Збройних сил Іраку                                                                                               | 13                                     | 11                                     | Арештований 12 травня 2003. Помер у в'язниці від раку 28 жовтня 2010                                                               |
| Піки   | 10 ♠     | Хамід Раджа Шалах Командувач повітряних сил | 17                                     | 15                                     | Арештований 14 червня 2003 Випущений на свободу у серпні 2007                                                                      |
| Піки   | 9 ♠      | Рукан Разукі Абд аль-Гафар Голова відділу у справах племен | 21                                     | 39                                     | Убитий у 2003 |
| Піки   | 8 ♠      | Тарік Азіз Віце-прем'єр-міністр | 25                                     | 43                                     | Здався 24 квітня 2003 та був засуджений до смертної кари Помер від хвороби у червні 2015.                                          |
| Піки   | 7 ♠      | Махмуд Дхіяб Міністр внутрішніх справ | 29                                     | 46                                     | Здався у 2003 Випущений на свободу у липні 2012                                                                                    |
| Піки   | 6 ♠      | Амер Рашид Мухаммад аль-Убайді Радник президента/колишній міністр нафтової промисловості                                                                              | 33                                     | 47                                     | Здався 28 квітня 2003 Випущений на свободу у квітні 2012                                                                           |
| Піки   | 5 ♠      | Ватбан Ібрагім Хассан Радник президента | 37                                     | 51                                     | Арештований 13 квітня 2003 року та засуджений до смертної кари. Помер у в'язниці від гострої серцевої недостатності 13 серпня 2015 |
| Піки   | 4 ♠      | Мухаммад Зімам Абд аль-Раззак Голова командування відділення партії Баас                                                                                              | 41                                     | 23                                     | Арештований 15 лютого 2004 |
| Піки   | 3 ♠      | Саад Абдул-Маджид Голова командування відділення партії Баас | 45                                     | 36                                     | Арештований 24 травня 2003 Випущений на свободу 18 грудня 2005 Помер від хвороби 16 квітня 2021                                    |
| Піки   | 2 ♠      | Рашид Таан Казім Регіональний голова партії Баас | 49                                     | 30                                     | Станом на 2025 рік не знайдений |
| 'Трефи | Туз ♣    | Кусей Саддам Хусейн Син Саддама Хусейна | 2                                      | 2                                      | Загинув у протистоянні з армією США у Мосулі в липні 2003                                                                          |
| 'Трефи | Король ♣ | Іззат Ібрагім аль-Дурі Заступник голови Ради революційного командування                                                                                               | 6                                      | 6                                      | Баас оголосила про його смерть 25 жовтня 2020, не назвавши причин смерті                                                           |
| 'Трефи | Дама ♣   | Камаль Мустафа Абдалла Султан Секретар Республіканської гвардії | 10                                     | 8                                      | Здався 17 травня 2003 |
| 'Трефи | Валет ♣  | Сайф Аль-Дін Фулайїх Хасан Таха Аль-Раві Начальник штабу Республіканської гвардії                                                                                     | 14                                     | 12                                     | Станом на 2025 рік не знайдений |
| 'Трефи | 10 ♣     | Латіф Нусайїф Джасім Заступник голови військового бюро партії Баас | 18                                     | 37                                     | Арештований 9 червня 2003 року Помер від серцевого нападу у серпні 2021 року                                                       |
| 'Трефи | 9 ♣      | Джамал Мустафа Абдулла Заступник голови у справах племен | 22                                     | 40                                     | Здався 20 квітня 2003 Випущений на свободу 30 червня 2020                                                                          |
| 'Трефи | 8 ♣      | Валід Хамід Тауфік Губернатор Басри | 26                                     | 44                                     | Здався 29 квітня 2003 Випущений на свободу 25 червня 2020                                                                          |
| 'Трефи | 7 ♣      | Аяд Футайїх Халіфа аль-Раві ачальник штабу Кудс | 30                                     | 20                                     | Арештований 4 червня 2003 Помер у в'язниці від інсульту 18 травня 2018                                                             |
| 'Трефи | 6 ♣      | Хусам Мухаммад Амін Голова Національного управління моніторингу | 34                                     | 49                                     | Арештований 27 квітня 2003 Випущений на свободу у 2005                                                                             |
| 'Трефи | 5 ♣      | Барзан Ібрагім Хасан Радник президента | 38                                     | 52                                     | Арештований 17 квітня 2003 Страчений у 2007                                                                                        |
| 'Трефи | 4 ♣      | Самір Абдул Азіз аль-Наджим Голова командування відділення партії | 42                                     | 24                                     | Арештований 17 квітня 2003 року |
| 'Трефи | 3 ♣      | Сайф ад-Дін Аль-Машхадані Голова відділення партії Баас | 46                                     | 27                                     | Арештований 24 травня 2003 Убитий бойовиками ІДІЛ у 2014                                                                           |
| 'Трефи | 2 ♣      | Угла Абід Сакр Регіональний голова партії Баас | 50                                     | 31                                     | Арештований 20 травня 2003 Випущений на свободу у 2012                                                                             |
| Чирви  | Туз ♥    | Удей Саддам Хусейн Син Саддама Хусейна | 3                                      | 3                                      | Загинув у протистоянні з армією США у Мосулі в липні 2003                                                                          |
| Чирви  | Король ♥ | Хані Абд аль-Латіф Тільфа Директор спеціальної служби безпеки | 7                                      | 7                                      | Арештований 21 червня 2004 |
| Чирви  | Дама ♥   | Барзан Абд аль-Гафур Сулейман Маджид Командувач спеціальної республіканської гвардії                                                                                  | 11                                     | 9                                      | Арештований 23 липня 2003 Випущений на свободу 29 червня 2020                                                                      |
| Чирви  | Валет ♥  | Рафі Абд Латіф Тільфах Директор із загальної безпеки | 15                                     | 13                                     | Станом на 2025 не знайдений |
| Чирви  | 10 ♥     | Абд аль-Таваб Мулла Хувайш Віце-прем'єр-міністр | 19                                     | 16                                     | Арештований 2 травня 2003 |
| Чирви  | 9 ♥      | Мізбан Хадр Хаді Член Ради революційного командування | 23                                     | 41                                     | Здався 9 липня 2003 Помер у в'язниці 16 травня 2020                                                                                |
| Чирви  | 8 ♥      | Султан Хашим Ахмед Міністр оборони | 27                                     | 19                                     | Арештований у 2003 році, засуджений до смертної кари Помер у в'язниці 19 липня 2020                                                |
| Чирви  | 7 ♥      | Зухайр Таліб Абд ас-Саттар Директор військової розвідки | 31                                     | 21                                     | Арештований 23 квітня 2003 Помер 15 червня 2020                                                                                    |
| Чирви  | 6 ♥      | Мухаммад Махді Саліх | 35                                     | 48                                     | Арештований 23 квітня 2003 Випущений на свободу у липні 2010                                                                       |
| Чирви  | 5 ♥      | Худа Саліх Махді Аммаш Науковиця сфери зброї масового знищення, єдина жінка у списку У західній пропаганді глузливо прозвана «Mrs. Anthrax», «пані Сибірська виразка» | 39                                     | 53                                     | Арештована 7 травня 2003 Випущена на свободу в 2005                                                                                |
| Чирви  | 4 ♥      | Хумам Абд аль-Халік Абд аль-Гафур Міністр вищої освіти та наукових досліджень                                                                                         | 43                                     | 54                                     | Арештований 19 квітня 2003 |
| Чирви  | 3 ♥      | Фаділ Махмуд Гаріб Голова відділення партії Баас | 47                                     | 28                                     | Арештований 15 травня 2003 |
| Чирви  | 2 ♥      | Газі Хаммуд Голова командування відділення партії Баас | 51                                     | 32                                     | Арештований 7 травня 2003 Звільнений у 2005 Помер від раку у 2007                                                                  |
| Бубни  | Туз ♦    | Абід Хамід Махмуд Секретар президента | 4                                      | 4                                      | Арештований 16 червня 2003 Страчений 7 червня 2012                                                                                 |
| Бубни  | Король ♦ | Азіз Салех Голова командування відділення партії Баас | 8                                      | 17                                     | Арештований у 2003 Засуджений до смертної кари у 2011 Помер від хвороби у січні 2024 в віці 82 роки                                |
| Бубни  | Дама ♦   | Музахім Са'б Хассан ат-Тікріті Командувач силами протиповітряної оборони                                                                                              | 12                                     | 10                                     | Арештований 23квітня 2003 Випущений на свободу у квітні 2012                                                                       |
| Бубни  | Валет ♦  | Тахір Джаліл Хаббуш Розвідувальна служба Іраку | 16                                     | 14                                     | Станом на 2025 не знайдений |
| Бубни  | 10 ♦     | Таха Яссін Рамадан Віце-президент, член Ради революційного командування                                                                                               | 20                                     | 38                                     | Страчений у 2007 |
| Бубни  | 9 ♦      | Таха Мухі ед-Дін Мааруф Віце-президент, член Ради революційного командування                                                                                          | 24                                     | 42                                     | Арештований 2 травня 2003 Випущений на свободу в 2004 Помер у вигнанні в Іорданії у 2009                                           |
| Бубни  | 8 ♦      | Хікмат Мізбан Ібрагім Віце-прем'єр-міністр, міністр фінансів | 28                                     | 45                                     | Арештований 18 квітня 2003 Помер у в'язниці від раку в 2012                                                                        |
| Бубни  | 7 ♦      | Амір Хамуді Хасан Науковий радник президента | 32                                     | 55                                     | Здався 12 квітня 2003 |
| Бубни  | 6 ♦      | Сабаві Ібрагім Хасан Радник президента | 36                                     | 50                                     | Арештований у 2005 Засуджений до смертної кари у 2009 Помер від раку у 2013                                                        |
| Бубни  | 5 ♦      | Абд Аль-Бакі Абд Карім Аль-Садун Голова відділення партії Баас | 40                                     | 22                                     | Арештований у 2015 Засуджений до смертної кари у 2016 Помер у 2021                                                                 |
| Бубни  | 4 ♦      | Ях'я Абдалла аль-Убайді Голова командування відділення партії Баас | 44                                     | 25                                     | Вбитий у 2003 |
| Бубни  | 3 ♦      | Мухсін Хадр Голова командування відділення партії Баас | 48                                     | 29                                     | Арештований 7 лютого 2004 Помер у в’язниці у 2017                                                                                  |
| Бубни  | 2 ♦      | Аділ Абдаллах Махді Голова командування відділення партії Баас | 52                                     | 33                                     | Арештований 15 травня 2003 Помер від ниркової недостатності 22 березня 2004                                                        |

## Інші подібні карти

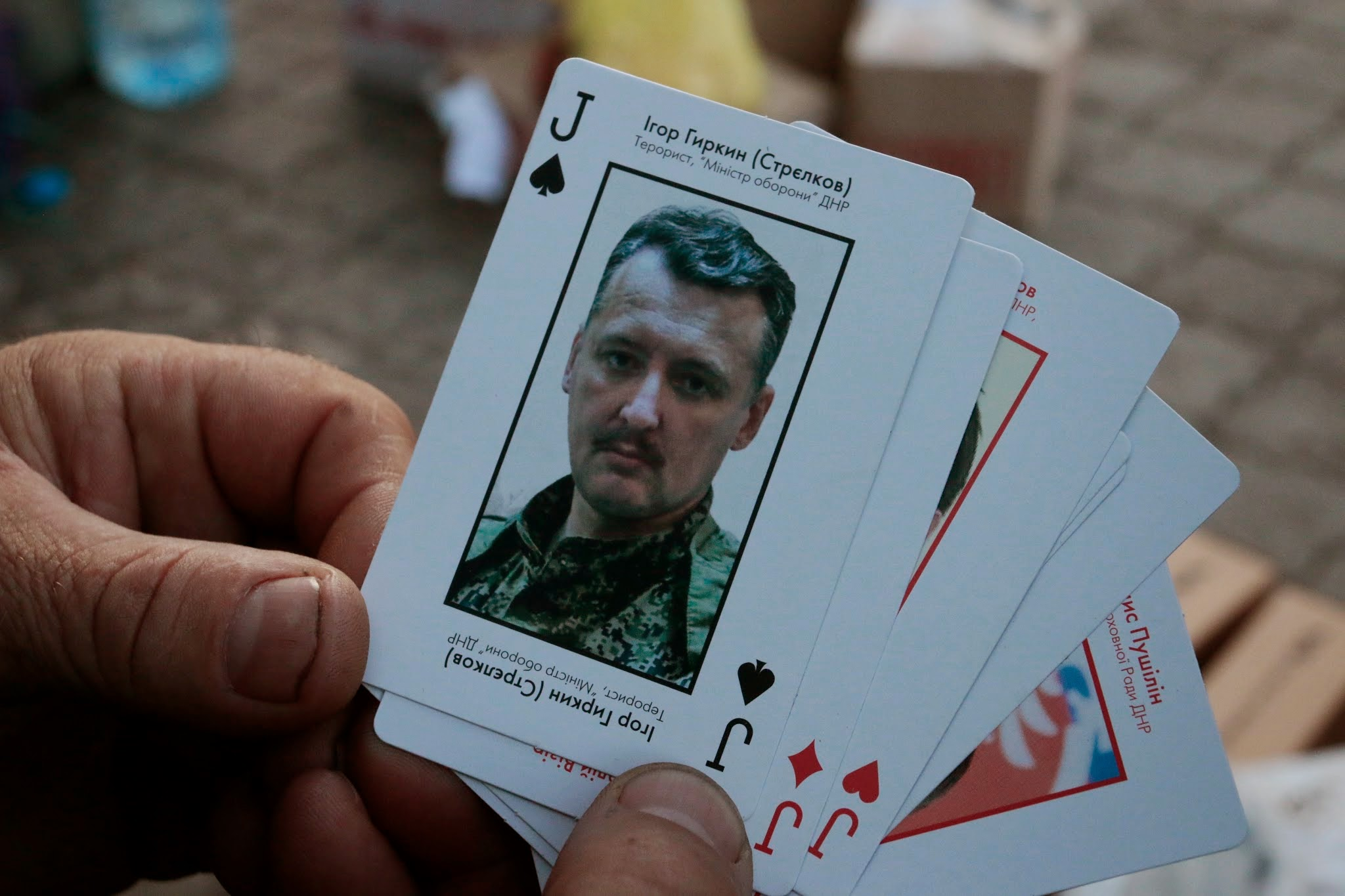
Створені за аналогією з «іракською колодою» українські гральні карти для ідентифікації особистості з зображенням лідерів проросійських сепаратистів під час АТО на Донбасі. На цій зображено Ігоря «Стрєлкова» Гіркіна.

Карти з зображеннями лідерів Хамас використовує Армія оборони Ізраїлю під час війни в Газі.
За словами лейтенант-командера ВМС США Джима Брукса, речника Розвідувального управління Міністерства оборони, гральні карти використовувалися з подібною метою ще під час Громадянської війни в США, Другої світової та Корейської війни.
Окрім інформації для ідентифікації розшукуваних осіб, на картах можуть бути розміщені зображення війькової техніки, що має допомогти воякам розрізняти ворожу техніку та відрізняти її від своєї. Колоди армійських повітряних сил із силуетами німецьких та японських винищувачів сьогодні коштують сотні доларів.
Подібні карти використовувала і Україна: під час АТО була виготовлена колода карт з зображенням розшукуваних проросійських сепаратистів. А у 2023 році Пентагон випустив для українських бійців карти, на яких була зображена військова техніка, яку НАТО поставляє Україні за ленд-лізом.